# 紅葉ケ丘
紅葉ケ丘（もみじがおか）は、神奈川県横浜市西区の町名。丁番を持たない単独町名である。住居表示未実施区域。

## 地理
西区の南部に位置する高台にあり、東に花咲町、西から北にかけて戸部町、南に宮崎町と接している。花咲町から紅葉ケ丘・宮崎町に登る坂を紅葉坂という。

## 歴史

### 沿革
- 1928年（昭和3年）9月1日 - 伊勢町、戸部町の各一部を編入し、紅葉ケ丘を新設設置。横浜市中区紅葉ケ丘となる[6]。
- 1944年（昭和19年）4月1日 - 中区から西区が分区。横浜市西区紅葉ケ丘となる[7]。

## 世帯数と人口
2025年（令和7年）6月30日現在（横浜市発表）の世帯数と人口は以下の通りである。
| 町丁     | 世帯数  | 人口    |
| -------- | ------- | ------- |
| 紅葉ケ丘 | 499世帯 | 1,236人 |

### 人口の変遷
国勢調査による人口の推移。
| 年                 | 人口  |
| ------------------ | ----- |
| 1995年（平成7年）  | 138   |
| 2000年（平成12年） | 92    |
| 2005年（平成17年） | 102   |
| 2010年（平成22年） | 67    |
| 2015年（平成27年） | 1,060 |
| 2020年（令和2年）  | 1,062 |

### 世帯数の変遷
国勢調査による世帯数の推移。
| 年                 | 世帯数 |
| ------------------ | ------ |
| 1995年（平成7年）  | 77     |
| 2000年（平成12年） | 56     |
| 2005年（平成17年） | 59     |
| 2010年（平成22年） | 26     |
| 2015年（平成27年） | 425    |
| 2020年（令和2年）  | 424    |

## 学区
市立小・中学校に通う場合、学区は以下の通りとなる（2024年11月時点）。
| 番地 | 小学校             | 中学校                 |
| ---- | ------------------ | ---------------------- |
| 全域 | 横浜市立本町小学校 | 横浜市立横浜吉田中学校 |

## 事業所
2021年現在の経済センサス調査による事業所数と従業員数は以下の通りである。
| 町丁     | 事業所数 | 従業員数 |
| -------- | -------- | -------- |
| 紅葉ケ丘 | 23事業所 | 345人    |

### 事業者数の変遷
経済センサスによる事業所数の推移。
| 年                 | 事業者数 |
| ------------------ | -------- |
| 2016年（平成28年） | 14       |
| 2021年（令和3年）  | 23       |

### 従業員数の変遷
経済センサスによる従業員数の推移。
| 年                 | 従業員数 |
| ------------------ | -------- |
| 2016年（平成28年） | 148      |
| 2021年（令和3年）  | 345      |

## 施設
- 神奈川県立音楽堂
- 神奈川県立図書館
- 神奈川県立青少年センター
- 横浜市教育会館
- 掃部山公園
- 横浜能楽堂
- 神奈川婦人会館

## その他

### 日本郵便
- 郵便番号：220-0044[3]（集配局：神奈川郵便局[17]）

### 警察
町内の警察の管轄区域は以下の通りである。
| 番・番地等 | 警察署     | 交番・駐在所 |
| ---------- | ---------- | ------------ |
| 全域       | 戸部警察署 | 高島交番     |